# Ферт, Колин
Ко́лин Э́ндрю Ферт (англ. Colin Andrew Firth; род. 10 сентября 1960, Грэйшотт, Хэмпшир) — британский актёр.
Начав свою карьеру в 1984 году, Ферт сумел обратить на себя внимание мировых кинокритиков только в 1995, сыграв мистера Дарси в телеадаптации романа Джейн Остин «Гордость и предубеждение». Многочисленными премиями и наградами отмечена работа Ферта в фильме «Одинокий мужчина», где он сыграл профессора-гомосексуала Джорджа Фальконера, ищущего смысл жизни после гибели возлюбленного в автокатастрофе; в частности, актёр стал лауреатом премии BAFTA и обладателем Кубка Вольпи за лучшую мужскую роль. В 2011 году Ферт получил премию «Оскар» за исполнение роли короля Георга VI, пытающегося побороть заикание, в фильме «Король говорит!».
Лауреат премий «Оскар» и «Золотой глобус», двукратный лауреат премии BAFTA и награды Американской Гильдии киноактёров, обладатель кубка Вольпи за лучшую мужскую роль, номинант на премию «Эмми». Командор ордена Британской империи.
Наиболее примечательные фильмы с участием Ферта: «Одинокий мужчина», «Вальмон», «Гордость и предубеждение», «Английский пациент», «Влюблённый Шекспир», «Дневник Бриджит Джонс», «Девушка с жемчужной серёжкой», «Реальная любовь», «Бриджит Джонс: Грани разумного», «Моя ужасная няня», «Последний легион», «Мамма миа!», «Дориан Грей», «Король говорит!», «Шпион, выйди вон!» и «Kingsman: Секретная служба», «Kingsman: Золотое кольцо», «Супернова».

## Ранние годы и образование
Колин Эндрю Ферт родился 10 сентября 1960 года в посёлке Грэйшотт, графство Хэмпшир, Англия. Его мать, Ширли Джин, была лектором сравнительного религиоведения в колледже короля Альфреда (ныне Университет Винчестера), а отец, Дэвид Норман Льюис Фёрт, был в том же колледже учителем истории и параллельно занимался вопросами образования для правительства Нигерии. Помимо Колина, в семье росли его сестра Кейт и младший брат Джонатан, который также стал актёром. Его бабушка и дедушка по материнской линии были конгрегационалистскими священнослужителями, а дед по отцовской линии был англиканским священником; они с женой выполняли миссионерскую работу за рубежом, в том числе проводили много времени в Индии.
Часть своего детства Колин провёл в Нигерии. Когда ему исполнилось 11 лет, семья переехала в Сент-Луис, штат Миссури. Обучаясь в средней школе, мальчик учился играть на гитаре, но руководство школы строго запретило ему учиться игре на этом инструменте, посчитав его «несерьёзным». Взамен Ферту предложили игру на эуфониуме. После успешного окончания школы (ныне — Kings' School в Винчестере), Ферт поступил в колледж Barton Peveril Sixth Form и окончил его в 1982 году, после чего переехал в Лондон и выступал в Национальном молодёжном театре. Ферт посещал театральные мастерские с 10 лет, намереваясь стать актёром с самого детства. Профессиональное актёрское образование он получил в Драматическом центре в Лондоне. Там же Ферт дебютировал на сцене в «Другой стране» Джулиана Митчелла, сменив Руперта Эверетта в роли Гая Беннетта. Интересно, что первую роль в кино Ферт исполнил в экранизации данной пьесы. На этот раз он исполнял роль школьного друга главного героя (которого в фильме сыграл Руперт Эверетт).

## Карьера
В 1984 году Ферт снялся в телевизионном фильме «Дама с камелиями» с участием Греты Скакки и Бена Кингсли, в 1989 году — в заглавной роли в фильме Милоша Формана «Вальмон», экранизации эпистолярного романа «Опасные связи» Шодерло де Лакло.
В 1995 году Ферт сыграл главную мужскую роль — мистера Дарси — в шестисерийном телевизионном фильме производства ВВС «Гордость и предубеждение» по мотивам одноимённого романа Джейн Остин. Эта роль сделала актёра по-настоящему известным. Персонажа с таким же именем он позже сыграет в современном фильме о гордости и предубеждении — «Дневнике Бриджит Джонс».
В 2008 году Ферт принял участие в двух романтических комедиях: «Лёгкое поведение» и «Мамма миа!», оба фильма были хорошо оценены критиками и зрителями и успешны в финансовом плане. В 2009-м Ферт сыграл в фильме «Дориан Грей» с Беном Барнсом: ему досталась роль лорда Генри. За участие в режиссёрском дебюте Тома Форда «Одинокий мужчина» Колин Ферт был удостоен приза Венецианского кинофестиваля за лучшую мужскую роль и премии BAFTA как лучший актёр. Также Ферт был номинирован на соискание премии «Оскар» за лучшую мужскую роль 2009 года, но проиграл Джеффу Бриджесу.

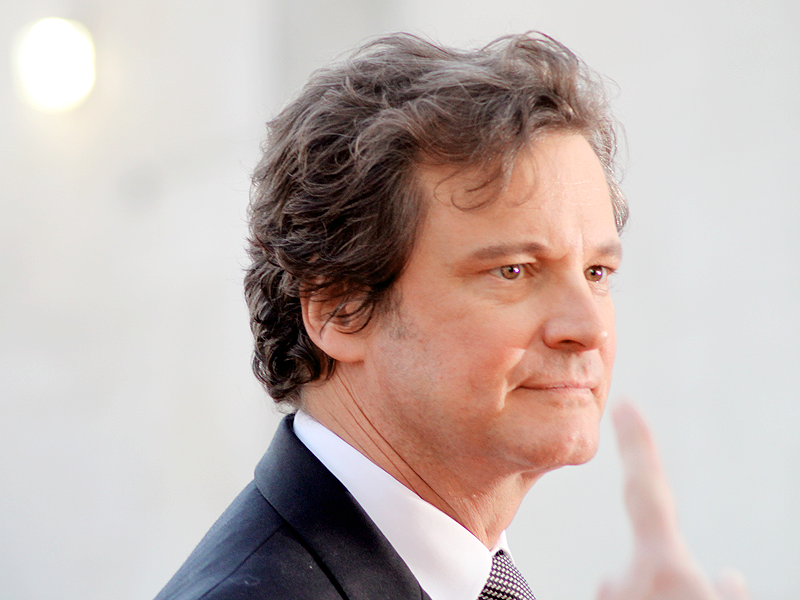
Ферт на премьере фильма «Шпион, выйди вон!» в Лондоне, 2011 год

В четверг 13 января 2011 года на Аллее славы в Голливуде была открыта «звезда» с именем актёра, а 16 января Ферт стал лауреатом премии «Золотой глобус» в номинации «Лучший драматический актёр» за роль в фильме «Король говорит!». За эту киноработу он уже получил множество наград, а 18 января Британская киноакадемия назвала его имя в числе номинантов на премию BAFTA в категории «Лучший актёр», и 13 февраля он, как и в предыдущем году, получил награду BAFTA за лучшую мужскую роль. 27 февраля 2011 года Колин Ферт стал лауреатом премии «Оскар» в номинации «Лучший актёр».
В период с 2011-го по 2014 год Ферта можно было увидеть в ряде таких картин, как «Шпион, выйди вон!», «Прежде, чем я усну» и «Магия лунного света» Вуди Аллена.
В 2015 году Ферт снялся в фильме «Kingsman: Секретная служба», а два года спустя — в его продолжении, получившем названием «Kingsman: Золотое кольцо». Серия фильмов Kingsman является шестой самой кассовой из серий фильмов, основанных на Marvel Comics. Также, в этот период времени актёр возвращается к роли Марка Дарси, приняв участие в съёмках фильма «Бриджит Джонс 3».
В 2018 году в мировой прокат вышел новый фильм Walt Disney Pictures «Мэри Поппинс возвращается», в котором Ферт исполнил роль главного антагониста. В 2019 году можно было увидеть Ферта в драме «Курск», посвящённой катастрофе одноимённой российской подводной лодки.
В 2020 году в кинотеатрах вышли сразу 2 фильма, созданных при участии актёра. В военной драме Сэма Мендеса «1917» Ферту досталась роль генерала Эринмора, а в фэнтези Марка Мандена «Таинственный сад» — Лорда Арчибальда Крейвена, дяди юной сироты из знаменитого романа. Именно в его особняке девочке предстоит найти потайную дверь, ведущую в волшебный мир. Интересно, что Ферт также играл в экранизации романа «Таинственный сад» 1987 года.
В 2022 году Фёрт получил роль в очередном фильме Сэма Мендеса — Империя света.

## Другое
С 2002 года Ферт является послом организации «Oxfam», оказывающей помощь развивающимся странам.
1 декабря 2007 года Колин Ферт с женой Ливией открыли в Лондоне магазин экологических товаров ECO-AGE.
В апреле 2011 года Колин Ферт был включён в список 100 наиболее влиятельных людей мира по версии журнала Time. Вскоре он стал командором ордена Британской империи.
В декабре 2011 года в лондонском Музее мадам Тюссо представили его восковую скульптуру.
В 2012 году была выпущена аудиокнига («Конец дела», Грэм Грин), озвученная Фертом. В 2013-м премией Audie Awards она была признана аудиокнигой года.
Ферт пишет художественную прозу. Его первый рассказ — «Управление ничем» (англ. The Department of Nothing) — был опубликован в сборнике, изданном в помощь детям-аутистам.
Ферт боролся за права коренных племен и является членом организации Survival International. Он проводил кампании по вопросам окружающей среды, лиц, ищущих убежища, прав беженцев. Он является соавтором научной работы по изучению различий в структуре мозга между людьми разных политических взглядов.
Ферт является соучредителем производственной компании Raindog Films, первый фильм которой — «Всевидящее око» — вышел в мировой прокат в 2016 году.

## Личная жизнь

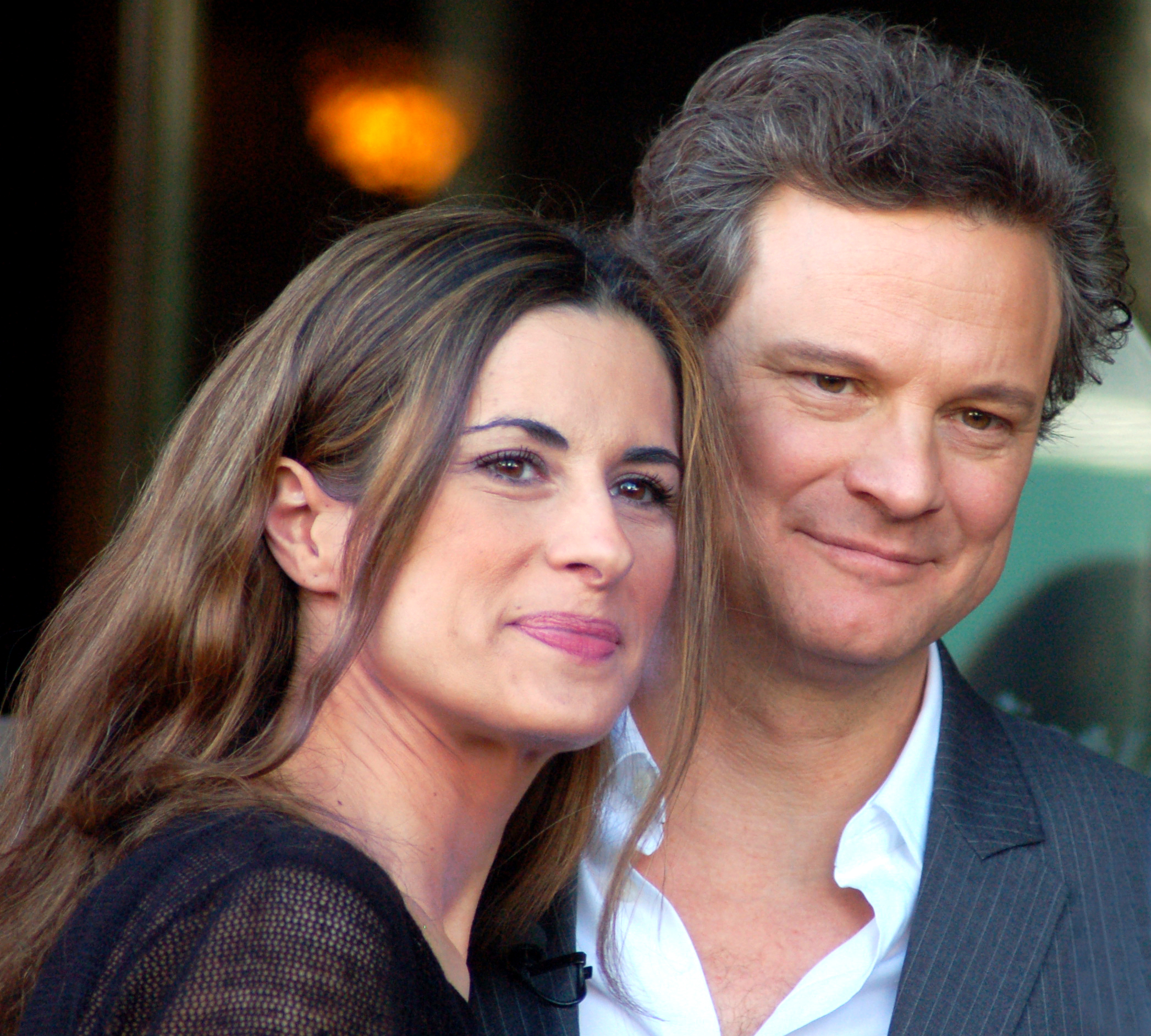
Колин Ферт с бывшей женой Ливией

В 1989 году Ферт начал встречаться с Мег Тилли, с которой снимался в фильме «Вальмон». В 1990 году у пары родился сын — Уильям Джозеф Ферт. Колин поддерживает связь со своим сыном, а также с остальными детьми Тилли, для которых он являлся отчимом.
В 1994 году, после разрыва с Тилли, у Ферта начались отношения с партнёршей по фильму «Гордость и предубеждение» Дженнифер Эль.
В 1997 году Ферт женился на Ливии Джуджолли (род. 1969), итальянском продюсере и режиссёре. У них есть двое сыновей — Лука (род. 2001) и Маттео (род. 2003).  Будучи яростным противником Брексита, Ферт подал документы на «двойное гражданство (британское и итальянское)» в 2017 году, чтобы «иметь те же паспорта, что его жена и дети». 22 сентября 2017 года МВД Италии объявило о том, что его просьба удовлетворена. В декабре 2019 года пара объявила о расставании.

## Фильмография
| Год       |    | Русское название                            | Оригинальное название                        | Роль                                                 |
| --------- | -- | ------------------------------------------- | -------------------------------------------- | ---------------------------------------------------- |
| 1984      | ф  | Другая страна                               | Another Country                              | Томми Джадд                                          |
| 1984      | тф | Дама с камелиями                            | Camille                                      | Арман Дюваль                                         |
| 1985      | ф  | 1919                                        | Nineteen Nineteen                            | Александр в молодости                                |
| 1986      | ф  | Утраченные империи                          | Lost Empires                                 | Ричард Хернкастл                                     |
| 1987—2000 | с  | Тайны Рут Ренделл                           | Ruth Rendell Mysteries                       | Стефен Уолби                                         |
| 1987      | ф  | Месяц в деревне                             | A Month in the Country                       | Том Биркин                                           |
| 1987      | тф | Таинственный сад                            | The Secret Garden                            | взрослый Колин Крэйвен                               |
| 1988      | ф  | Квартира ноль                               | Apartment Zero                               | Адриан ЛеДак                                         |
| 1989      | тф | Падение                                     | Tumbledown                                   | Роберт Лоуренс                                       |
| 1989      | ф  | Вальмон                                     | Valmont                                      | Вальмон                                              |
| 1990      | ф  | На крыльях славы                            | Wings of Fame                                | Брайан Смит                                          |
| 1991      | ф  | Роковая женщина                             | Femme Fatale                                 | Джозеф Принц                                         |
| 1992—1998 | с  | Представление                               | Performance                                  | Чарльз Холройд                                       |
| 1993      | ф  | Час свиньи                                  | Hour of the Pig                              | Ричард Корто                                         |
| 1993      | тф | Заложники                                   | Hostages                                     | Джон МакКарти                                        |
| 1994      | ф  | Кукловод                                    | Playmaker                                    | Росс Тэлберт / Майкл Кондрен                         |
| 1995      | с  | Гордость и предубеждение                    | Pride and Prejudice                          | мистер Дарси                                         |
| 1995      | ф  | Круг друзей                                 | Circle of Friends                            | Саймон Уэстворд                                      |
| 1996      | ф  | Английский пациент                          | The English Patient                          | Джеффри Клифтон                                      |
| 1997      | ф  | Накал страстей                              | Fever Pitch                                  | Пол Эшворт                                           |
| 1997      | с  | Ностромо                                    | Nostromo                                     | Чарльз Гоулд                                         |
| 1997      | ф  | Тысяча акров                                | A Thousand Acres                             | Джесс Кларк                                          |
| 1998      | ф  | Влюблённый Шекспир                          | Shakespeare in Love                          | лорд Уэссекс                                         |
| 1999      | ф  | Чёрная Гадюка: туда-сюда                    | Blackadder: Back & Forth                     | Уильям Шекспир                                       |
| 1999      | ф  | Донован Квик                                | Donovan Quick                                | Донован Квик / Дэниэл Куинн                          |
| 1999      | ф  | Секретный женский смех                      | The Secret Laughter of Women                 | Мэттью Филд                                          |
| 1999      | ф  | Моя весёлая жизнь                           | My Life So Far                               | Эдвард Петтигрю                                      |
| 1999      | тф | Поворот винта                               | The Turn of the Screw                        | хозяин                                               |
| 2000      | ф  | Голубая кровь                               | Relative Values                              | Питер Инглтон                                        |
| 2001      | ф  | Дневник Бриджит Джонс                       | Bridget Jones’s Diary                        | Марк Дарси                                           |
| 2001      | тф | Заговор                                     | Conspiracy                                   | Вильгельм Штуккарт                                   |
| 2001      | ф  | Лондиниум                                   | Londinium                                    | Аллен Портленд                                       |
| 2002      | ф  | Как важно быть серьёзным                    | The Importance of Being Earnest              | Джон (Джек, Эрнест) Уординг                          |
| 2003      | ф  | Девушка с жемчужной серёжкой                | Girl with a Pearl Earring                    | Ян Вермеер                                           |
| 2003      | ф  | Лепестки надежды                            | Hope Springs                                 | Колин Уэйр                                           |
| 2003      | ф  | Реальная любовь                             | Love Actually                                | Джейми Беннет                                        |
| 2003      | ф  | Чего хочет девушка                          | What a Girl Wants                            | Генри Дэшвуд                                         |
| 2004      | ф  | Бриджит Джонс: Грани разумного              | Bridget Jones: The Edge of Reason            | Марк Дарси                                           |
| 2004      | ф  | Травма                                      | Traumata                                     | Бен Слейтер                                          |
| 2005      | ф  | Где скрывается правда                       | Where the Truth Lies                         | Винс                                                 |
| 2005      | ф  | Моя ужасная няня                            | Nanny McPhee                                 | мистер Седрик Браун                                  |
| 2006      | тф | Торжество                                   | Celebration                                  | мистер Рэссел                                        |
| 2006      | тф | Рождённые равными                           | Born Equal                                   | Марк                                                 |
| 2007      | ф  | Последний легион                            | The Last Legion                              | Амвросий Аврелиан                                    |
| 2007      | ф  | Одноклассницы                               | St Trinian’s                                 | Джеффри Туэйтс (министр образования)                 |
| 2007      | ф  | Когда ты в последний раз видел своего отца? | And When Did You Last See Your Father?       | Блэйк                                                |
| 2007      | ф  | Так она нашла меня                          | Then She Found Me                            | Фрэнк                                                |
| 2008      | ф  | Мамма Миа!                                  | Mamma Mia                                    | Гарри Брайт                                          |
| 2008      | ф  | Случайный муж                               | The Accidental Husband                       | Ричард Браттон                                       |
| 2008      | ф  | Лёгкое поведение                            | Easy Virtue                                  | мистер Уиттакер                                      |
| 2008      | ф  | Генуя                                       | Genova                                       | Джо                                                  |
| 2009      | ф  | Рождественская история                      | A Christmas Carol                            | Фред                                                 |
| 2009      | ф  | Дориан Грей                                 | Dorian Gray                                  | лорд Генри Уоттон                                    |
| 2009      | ф  | Главная улица                               | Main Street                                  | Гас Лерой                                            |
| 2009      | ф  | Одинокий мужчина                            | A Single Man                                 | Джордж                                               |
| 2009      | ф  | Одноклассницы 2: Легенда о золоте Фриттона  | St Trinian’s 2: The Legend of Fritton’s Gold | Джеффри Туэйтс                                       |
| 2010      | ф  | Король говорит!                             | The King’s Speech                            | Георг VI                                             |
| 2011      | ф  | Шпион, выйди вон!                           | Tinker, Tailor, Soldier, Spy                 | Билл Хейдон                                          |
| 2012      | ф  | Гамбит                                      | Gambit                                       | Гарри Дин                                            |
| 2012      | ф  | Артур Ньюман, профессионал гольфа           | Arthur Newman                                | Артур Ньюман                                         |
| 2013      | ф  | Возмездие                                   | The Railway Man                              | Эрик Ломакс                                          |
| 2013      | ф  | Узел дьявола                                | Devil’s Knot                                 | частный детектив Рон Лэкс                            |
| 2014      | ф  | Прежде, чем я усну                          | Before I Go To Sleep                         | Бен Лукас                                            |
| 2014      | ф  | Магия лунного света                         | Magic in the Moonlight                       | Стэнли                                               |
| 2015      | ф  | Kingsman: Секретная служба                  | Kingsman: The Secret Service                 | агент секретной службы Kingsman Гарри Харт / Галахад |
| 2016      | ф  | Гений                                       | Genius                                       | Макс Перкинс                                         |
| 2016      | ф  | Бриджит Джонс 3                             | Bridget Jones’s Baby                         | Марк Дарси                                           |
| 2017      | ф  | Kingsman: Золотое кольцо                    | Kingsman: The Golden Circle                  | агент секретной службы Kingsman Гарри Харт / Галахад |
| 2018      | ф  | Гонка века                                  | The Mercy                                    | Дональд Кроухёрст                                    |
| 2018      | ф  | Mamma Mia! 2                                | Mamma Mia! Here We Go Again                  | Гарри                                                |
| 2018      | ф  | Курск                                       | Kursk                                        | Дэвид Расселл                                        |
| 2018      | ф  | Счастливый принц                            | The Happy Prince                             | Регги Тернер                                         |
| 2018      | ф  | Мэри Поппинс возвращается                   | Mary Poppins Returns                         | Уильям Уэзеролл Уилкинс / волк                       |
| 2019      | ф  | 1917                                        | 1917                                         | генерал Эринмор                                      |
| 2020      | ф  | Таинственный сад                            | The Secret Garden                            | Лорд Арчибальд Крейвен                               |
| 2020      | ф  | Супернова                                   | Supernova                                    | Сэм                                                  |
| 2021      | ф  | Операция «Мясной фарш»                      | Operation Mincemeat                          | Ивен Монтегю                                         |
| 2022      | с  | Лестница                                    | The Staircase                                | Майкл Питерсон                                       |
| 2023      | ф  | Империя света                               | Empire of Light                              |                                                      |
| 2025      | с  | Локерби: В поисках правды                   | Lockerbie: A Search for Truth                | Джим Свайр                                           |
| TBA       | с  | Молодой Шерлок                              | Young Sherlock                               | Sir Bucephalus Hodge                                 |

## Награды
По данным сайта IMDb
- 1999 — Премия Гильдии киноактёров США за лучший актёрский состав в игровом кино — «Влюблённый Шекспир»
- 2001 — Премия European Film Awards лучшему киноактёру — «Дневник Бриджит Джонс»
- 2010 — Премия BAFTA за лучшую мужскую роль — «Одинокий мужчина»
- 2009 — Кубок Вольпи за лучшую мужскую роль — «Одинокий мужчина»
- 2011 — Премия «Оскар» за лучшую мужскую роль — «Король говорит!»
- 2011 — Премия «Золотой глобус» за лучшую мужскую роль — драма — «Король говорит!»
- 2011 — Премия BAFTA за лучшую мужскую роль — «Король говорит!»
- 2011 — Премия британского независимого кино за лучшую мужскую роль — «Король говорит!»
- 2011 — Премия Гильдии киноактёров США за лучшую мужскую роль — «Король говорит!»
- 2011 — Премия Гильдии киноактёров США за лучший актёрский состав в игровом кино — «Король говорит!»
- 2011 — Премия Европейской киноакадемии лучшему актёру — «Король говорит!»

### Номинации
- 1988 — Премия BAFTA в области телевидения за лучшую мужскую роль — «Падение»
- 1995 — Премия BAFTA в области телевидения за лучшую мужскую роль — «Гордость и предубеждение»
- 1996 — Премия Гильдии киноактёров США за лучший актёрский состав в игровом кино — «Английский пациент»
- 2001 — Премия BAFTA за лучшую мужскую роль второго плана — «Дневник Бриджит Джонс»
- 2001 — Премия Satellite Award за лучшую мужскую роль второго плана — комедия или мюзикл — «Дневник Бриджит Джонс»
- 2001 — Прайм-тайм премия «Эмми» за лучшую мужскую роль второго плана — мини-сериал или кинофильм — «Заговор»
- 2001 — Премия Satellite Award за лучшую мужскую роль второго плана — сериал, мини-сериал или телевизионный фильм — «Заговор»
- 2003 — Премия Европейской киноакадемии лучшему актёру — «Девушка с жемчужной серёжкой»
- 2007 — Премия британского независимого кино за лучшую мужскую роль второго плана — «Когда ты в последний раз видел своего отца?»
- 2009 — Премия «Оскар» за лучшую мужскую роль — «Одинокий мужчина»
- 2009 — Премия «Золотой глобус» за лучшую мужскую роль — драма — «Одинокий мужчина»
- 2009 — Премия Satellite Awards за лучшую мужскую роль — драма — «Одинокий мужчина»
- 2009 — Премия Гильдии киноактёров США за лучшую мужскую роль — «Одинокий мужчина»